# Daniel Aceves

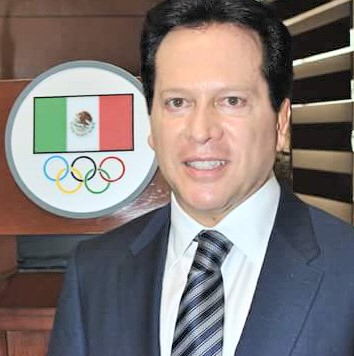
Daniel Aceves 2015

Daniel Aceves Villagran (* 18. November 1964 in Mexiko-Stadt) ist ein ehemaliger mexikanischer Ringer. Er gewann bei den Olympischen Spielen 1984 eine Silbermedaille im griechisch-römischen Stil im Fliegengewicht.

## Werdegang
Daniel Aceves stammt aus einer mexikanischen Ringerfamilie. Sein Vater Roberto Bonales war unter verschiedenen Künstlernamen wie Blue Demon, Black Shadow oder El Santo über viele Jahre in nordamerikanischen Wrestler-Ringen tätig. Sein Bruder Roberto war wie er Teilnehmer am Ringerturnier bei den Olympischen Spielen in Los Angeles.
Daniel Aceves rang, was bei seinem Vater, der ja Freistilringer war, bemerkenswert ist, nur im griechisch-römischen Stil. Bereits als Jugendlicher nahm er 1980 in Colorado Springs an den Junioren-Weltmeisterschaften (Cadets = Altersgruppe bis zum 16. Lebensjahr) und gewann dort im Papiergewicht (bis 48 kg Körpergewicht) den Junioren-Weltmeistertitel vor dem späteren Olympiasieger Vincenzo Maenza aus Italien. Er ging auch bei der Junioren-Weltmeisterschaft 1980 der Juniors (Altersgruppe bis zum 18. Lebensjahr) in Stockholm an den Start und erreichte dort im Papiergewicht den 4. Platz. 
Bei den Senioren belegte er 1982 in Havanna bei den Central American & Caribbean Games im Fliegengewicht (bis 52 kg Körpergewicht) hinter dem Kubaner Jorge Martinez einen sehr guten 2. Platz. Eine Medaille gewann er auch bei den Pan-Amerikanischen Spielen 1983 in Caracas. Hier musste er als Dritter im Fliegengewicht nur Edmundo Miranda aus Kuba und Mark Fuller aus den Vereinigten Staaten vor sich lassen.
Bei den Central American & Caribbean Games 1984 in Las Tunas kam er hinter dem Kubaner Angel Torres im Fliegengewicht wieder auf den 2. Platz. Bei den Olympischen Spielen 1984 in Los Angeles nutzte Daniel Aceves die Gunst der Stunde. Er verlor in seinem Pool zwar seinen ersten Kampf gegen Erol Kemal aus der Türkei, besiegte dann aber Gares aus Ecuador, Hu Richa aus China und Taisto Halonen aus Finnland. Da Kemal nach seinem Sieg über Daniel Aceves seine beiden nächsten Kämpfe verlor, wurde dieser Sieger seines Pools und rang gegen Atsuji Miyahara aus Japan um die Goldmedaille. Diesen Kampf gewann Miyahara mit 9:3 technischen Punkten. Daniel Aceves gewann damit die Silbermedaille.
1985 startete Daniel Aceves in Tokio noch bei einem Einladungsturnier, den sogenannten World Super Championships und belegte dort hinter dem Japaner Isao Kawamoto den 2. Platz. Weitere internationale Meisterschaften bestritt er anschließend nicht mehr.
Neben den internationalen Erfolgen errang er bei den mexikanischen Meisterschaften noch insgesamt zehn Titel in den einzelnen Altersklassen (Jugend, Junioren, Senioren).
Nach seiner Ringerlaufbahn war Daniel Aceves in der Wirtschaft tätig und ist seit 2009 Präsident des Wrestling-Ringer-Verbandes NWA.

## Internationale Erfolge
| Jahr | Platz  | Wettbewerb                                              | Gewichtsklasse | |
| 1980 | 1.     | Junioren-WM (Cadets) in Colorado Springs                | Papier         | vor Vincenzo Maenza, Italien u. Mikael Lindblom, Schweden |
| 1980 | 4.     | Junioren-WM (Juniors) in Stockholm                      | Papier         | hinter Ignazio Digregorio, Italien, Göran Thunestrand, Schweden u. Magnus Larsson, Schweden                                                                             |
| 1982 | 2.     | Central American & Caribbean Championships in Havanna   | Fliegen        | hinter Jorge Martinez, Kuba, vor Juan T. Fernandez, Puerto Rico |
| 1983 | 3.     | Pan Amerikanische Spiele in Caracas                     | Fliegen        | hinter Edmundo Miranda, Kuba u. Mark Fuller, USA |
| 1984 | 2.     | Central American & Caribbean Championships in Las Tunas | Fliegen        | hinter Angel Torres, Kuba, vor Douglas Juarez, Nicaragua |
| 1984 | Silber | OS in Los Angeles                                       | Fliegen        | mit einer Niederlage gegen Erol Kemal, Türkei, Siegen über Gares, Ecuador, Hu Richa, China u. Taisto Halonen, Finnland u. einer Niederlage gegen Atsuji Miyahara, Japan |
| 1985 | 2.     | World Super Championships in Tokio                      | Fliegen        | hinter Isao Kawamoto, Japan |

Anm.: alle Wettbewerbe im griechisch-römischen Stil, OS = Olympische Spiele, Papiergewicht, bis 48 kg, Fliegengewicht, bis 52 kg Körpergewicht